# U-Bahnhof Mehringdamm

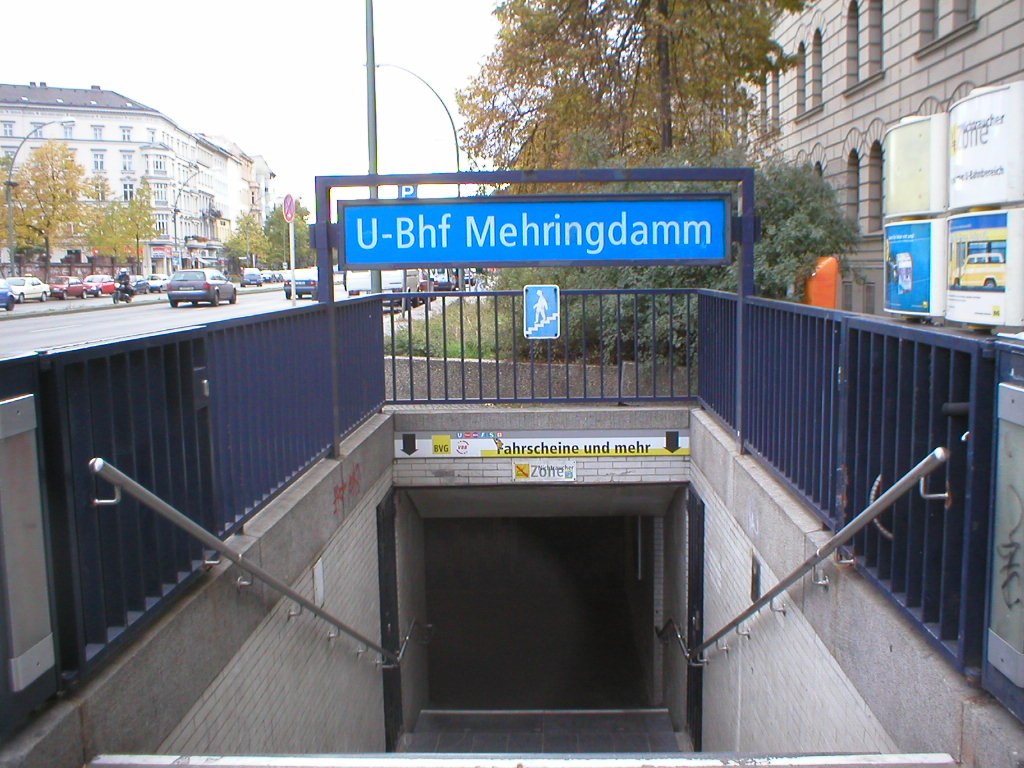
Nordwestlicher Zugang am Mehringdamm

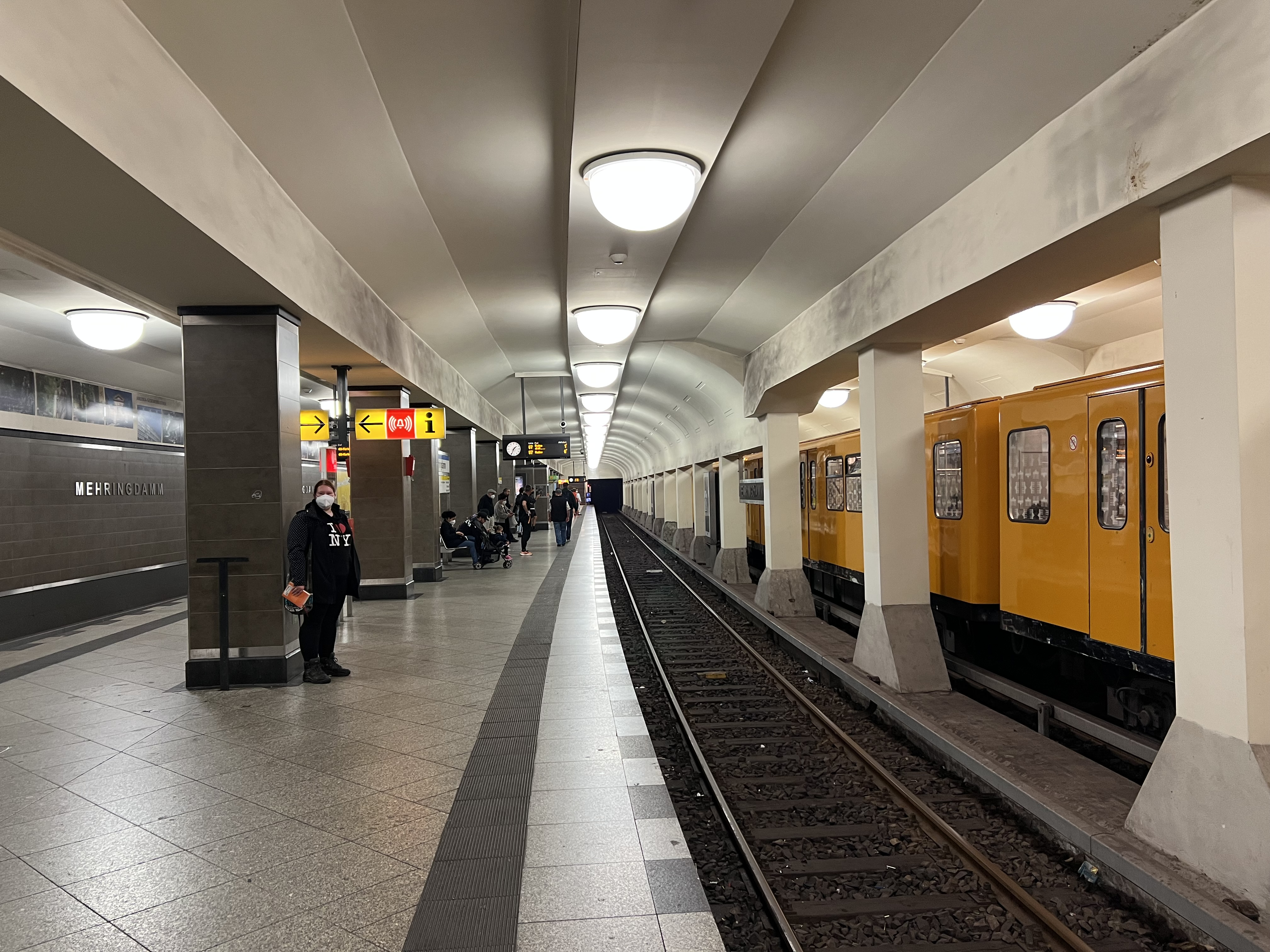
U-Bahnhof Mehringdamm nach dem Umbau (2022)

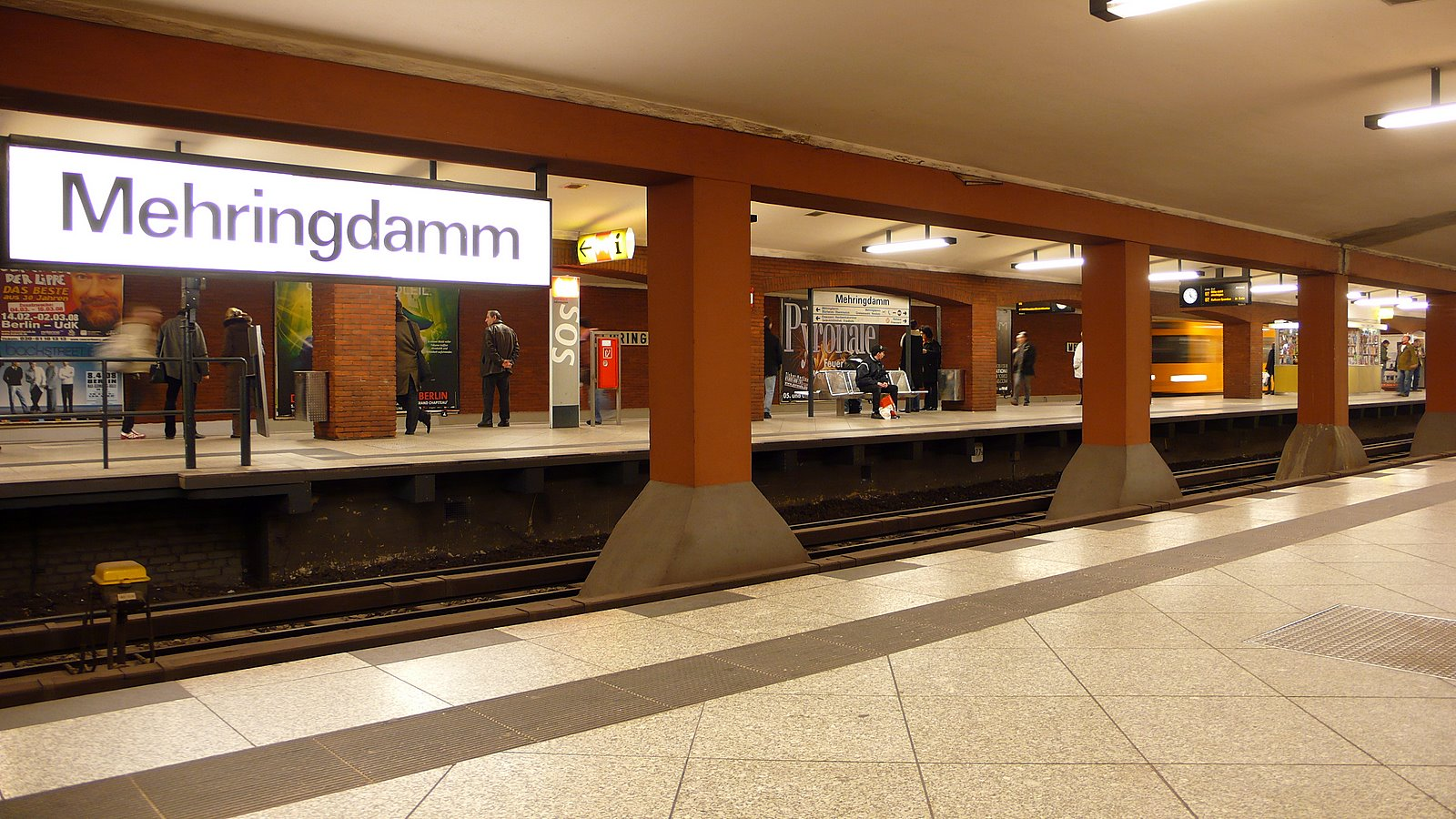
U-Bahnhof Mehringdamm vor dem Umbau (2008)

Der U-Bahnhof Mehringdamm liegt unterhalb der gleichnamigen Straße nahe deren Kreuzung mit der Gneisenaustraße im Berliner Ortsteil Kreuzberg des Bezirks Friedrichshain-Kreuzberg. Er wird von den U-Bahn-Linien U6 und U7 angefahren.

## Geschichte und Bauwerk

### Zwischenkriegszeit
Der Bahnhof wurde am 19. April 1924 zusammen mit der Verlängerung der damaligen Linie C vom Halleschen Tor zur Gneisenaustraße als zunächst dreigleisiger Verzweigungsbahnhof eröffnet und trug, ebenso wie der heutige Mehringdamm, den Namen Belle-Alliance-Straße.
Anders als die bis dahin errichteten Bahnhöfe der Nord-Süd-Linie gestaltete der ausführende Architekt Alfred Grenander ihn mit einer dreischiffigen, für Berliner U-Bahn-Verhältnisse einzigartigen Gewölbehalle.
Ab dem 14. Februar 1926 fuhren an der zuvor nur im Durchgangsverkehr genutzten Station auch Züge zur damals unter dem Namen Kreuzberg eröffneten Station Platz der Luftbrücke. Vom westlichen Gleis ging der Verkehr stadtauswärts, die beiden anderen Gleise wurden in Richtung Innenstadt genutzt.

### Zweiter Weltkrieg
Wegen einiger Bombentreffer entlang der Strecke wurde in der Nacht vom 28. zum 29. Januar 1944 der Verkehr für kurze Zeit eingestellt. Den Bahnhof selbst traf ein Bombeneinschlag im Deckenbereich zwischen dem 17. April und 7. Mai 1945, das genaue Datum ist unbekannt. Am 23. April 1945 wurde der Betrieb auf allen verbliebenen U-Bahn-Strecken eingestellt.

### Nachkriegszeit und Umbau zum Kreuzungsbahnhof

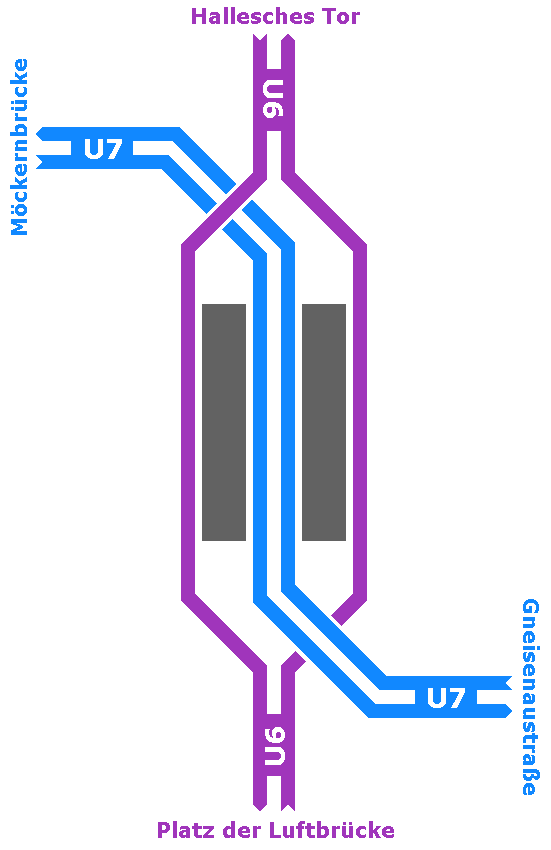
Gleisanordnung seit 1966: Züge der U6 halten an den äußeren, Züge der U7 an den inneren Bahnsteigkanten

Am 11. Juni 1945 konnte der Betrieb wieder aufgenommen werden. Die Umbenennungen der namensgebenden Straße in Franz-Mehring-Straße und wenig später in Mehringdamm wurden jeweils auch für den Bahnhof übernommen.
Ungeachtet der Teilung Berlins gab es weiterhin Pläne für neue U-Bahn-Linien. Einer sah vor, den an den Bahnhof Mehringdamm anschließenden Abzweig in Richtung Neukölln abzutrennen und zu einer eigenständigen Linie (heutige U7) auszubauen. Durch den somit künftig unterbrochenen Verkehrsstrom von Neukölln zum Umsteigebahnhof am Halleschen Tor fürchtete man trotz der geplanten Umsteigemöglichkeit am U-Bahnhof Möckernbrücke eine Überlastung des Bahnhofs Mehringdamm.
Daher wurde dieser zusätzlich auf nunmehr vier Gleise erweitert und zu einem kreuzungsfreien Umsteigebahnhof ausgebaut. Zusätzlich wurden die ursprünglich 80 Meter langen Bahnsteige auf jetzt 110 Meter verlängert, sodass auch moderne Sechswagenzüge hier halten konnten. Ebenfalls umgebaut wurde unter Leitung des Architekten Rainer Gerhard Rümmler die Gewölbedecke. Denkmalpflegerische Aspekte wurden dabei nicht beachtet, sodass der ursprüngliche Zustand des Bahnhofs lange Zeit nur auf Fotografien sichtbar war.
Am 28. Februar 1966 konnte der umgebaute Bahnhof mit der neuen Strecke von Mehringdamm bis Möckernbrücke in Betrieb genommen werden. Seither wird der Bahnhof im Richtungsverkehr betrieben, wobei auf dem westlichen Bahnsteig stadtauswärts und auf dem östlichen in Richtung Innenstadt gefahren wird.
Im Sommer 1984 erhielt der Bahnhof eine große Glaskanzel für die Abfertigung der Züge, die Ende der 1990er Jahre aufgrund der damals eingeführten Zugfahrerselbstabfertigung überflüssig wurde.

### Nachwendezeit
In den 1990er Jahren wurden die Beleuchtung und der Bahnsteigbelag saniert, der seither auch über schwarze Blindenleitstreifen verfügt.
Nach einigen Verzögerungen sind die Bahnsteige seit 2008 mit Aufzügen barrierefrei erreichbar. Die Kosten dafür beliefen sich auf 1,1 Millionen Euro.
Ab Oktober 2009 wurde die beim Umbau eingezogene Flachdecke wieder abgetragen und der Bahnhof bis 2014 grundlegend instand gesetzt. Die Kosten wurden mit 4,8 Millionen Euro veranschlagt.

## Sonstiges
Hinsichtlich des Kaufs des Tempelhofer Feldes vor dem Ersten Weltkrieg gab es zwischen den beiden damals selbstständigen Gemeinden Berlin und Tempelhof Differenzen. Als Bauherrin der neuen U-Bahn „bestrafte“ Berlin die Gemeinde Tempelhof, indem der Streckenabzweig nach Neukölln zum Hauptast deklariert wurde, während Züge in Richtung Süden nur zwischen Belle-Alliance-Straße und Kreuzberg pendelten und es eine durchgehende Verbindung in Richtung Wedding lange Zeit nicht gab.
Die südliche Bahnhofsausfahrt zur Gneisenaustraße gilt als einer der Schwachpunkte im U-Bahn-Netz. Die scharfe Linkskurve weist bei einem Radius von 100 Meter eine Steigung von 1:33 auf. Die Stelle wird deshalb mit einer signalabhängigen Geschwindigkeitsüberwachung durchfahren.
Seit dem 3. August 2017 suchte die Polizei mit Videoaufnahmen junge Männer, die am 14. Mai 2017 einen obdachlosen Mann brutal angegriffen hatten. Einer der Täter trat dem 32-Jährigen bei der Tat mit voller Wucht ins Gesicht und schlug ihn mehrfach. Zwei weitere Männer aus der Vierergruppe schlugen den Obdachlosen und traten ihm ins Gesicht. Durch das Eingreifen einer Frau ließen sie vom Opfer ab.

## Anbindung
| Linie | Verlauf |
| ----- | --- |
|       | Alt-Tegel – Borsigwerke – Holzhauser Straße – Otisstraße – Scharnweberstraße – Kurt-Schumacher-Platz – Afrikanische Straße – Rehberge – Seestraße – Leopoldplatz – Wedding – Reinickendorfer Straße – Schwartzkopffstraße – Naturkundemuseum – Oranienburger Tor – Friedrichstraße – Unter den Linden – Stadtmitte – Kochstraße – Hallesches Tor – Mehringdamm – Platz der Luftbrücke – Paradestraße – Tempelhof – Alt-Tempelhof – Kaiserin-Augusta-Straße – Ullsteinstraße – Westphalweg – Alt-Mariendorf |
|       | Rathaus Spandau – Altstadt Spandau – Zitadelle – Haselhorst – Paulsternstraße – Rohrdamm – Siemensdamm – Halemweg – Jakob-Kaiser-Platz – Jungfernheide – Mierendorffplatz – Richard-Wagner-Platz – Bismarckstraße – Wilmersdorfer Straße – Adenauerplatz – Konstanzer Straße – Fehrbelliner Platz – Blissestraße – Berliner Straße – Bayerischer Platz – Eisenacher Straße – Kleistpark – Yorckstraße – Möckernbrücke – Mehringdamm – Gneisenaustraße – Südstern – Hermannplatz – Rathaus Neukölln – Karl-Marx-Straße – Neukölln – Grenzallee – Blaschkoallee – Parchimer Allee – Britz-Süd – Johannisthaler Chaussee – Lipschitzallee – Wutzkyallee – Zwickauer Damm – Rudow |

Im Rahmen eines Zehn-Minuten-Taktes ist ein richtungsbezogenes, bahnsteiggleiches Umsteigen zwischen beiden U-Bahn-Linien ohne Wartezeit möglich. Weitere Umsteigemöglichkeiten bestehen zu den Omnibuslinien M19 und 140 der BVG.